# Lista do Patrimônio Mundial na África do Sul
A Organização das Nações Unidas para a Educação, a Ciência e a Cultura (UNESCO) propôs um plano de proteção aos bens culturais do mundo, através do Comité sobre a Proteção do Património Mundial Cultural e Natural, aprovado em 1972. Esta é uma lista do Patrimônio Mundial existente na África do Sul, especificamente classificada pela UNESCO e elaborada de acordo com dez principais critérios cujos pontos são julgados por especialistas na área. A África do Sul, uma das mais diversificadas nações da região meridional africana e que abriga sob sua bandeira diversas culturas, ratificou a convenção em 10 de julho de 1997, tornando seus locais históricos elegíveis para inclusão na lista.
Sítios com fósseis de hominídeos de Sterkfontein, Swartkrans, Kromdraai e arredores e Complexo de Zonas Húmidas de iSimangaliso foram os primeiros sítios sul-africanos listados como Patrimônio Mundial por ocasião da 23.ª Sessão do Comitê do Patrimônio Mundial, realizada em Marraquexe (Marrocos]) em 1999. Desde a mais recente adesão à lista, a África do Sul totaliza 12 sítios listados como Patrimônio Mundial pela UNESCO, sendo seis sítios de interesse Cultural, cinco de interesse Natural e um sítio de classificação Mista. O sítio Parque uKhahlamba Drakensberg, inscrito em 2000, é compartilhado com o Lesoto.

## Bens culturais e naturais
A África do Sul conta com os seguintes sítios declarados como Patrimônio Mundial pela UNESCO:
| | Sítios com fósseis de hominídeos de Sterkfontein, Swartkrans, Kromdraai e arredores |
| Bem cultural inscrito em 1999. |                                                                                     |
| Localização: Gauteng/Limpopo |                                                                                     |
| Foi neste local que o famoso crânio fóssil de Taung, pertencente a um espécime australopiteco africano, foi encontrado em 1924. Também está localizado neste local o Vale makapan, onde há numerosas cavernas com restos arqueológicos atestando a presença de um assentamento humano de 3,3 milhões de anos. Toda a área tem elementos essenciais para ser capaz de determinar a origem e evolução da humanidade. Fósseis encontrados identificaram vários espécimes de hominídeos precoces – particularmente o parântropo (2,5 a 4,5 milhão de anos) – e obtiveram evidências da domesticação do fogo pelo homem em um momento que varia entre 1,8 milhão e 1 milhão de anos. Este local é uma extensão do que estava na Lista do Patrimônio Mundial em 1999. (UNESCO/BPI) |                                                                                     |

| | Complexo de Zonas Húmidas de iSimangaliso |
| Bem natural inscrito em 1999. |                                           |
| Localização: KwaZulu-Natal |                                           |
| Os processos contínuos de rios, marinhas e eólicas deste local criaram uma topografia variada com recifes de corais, extensas praias arenosas, dunas costeiras, sistemas de lagos, pântanos e vastas áreas úmidas onde os papiros e canteiros crescem. A interação da heterogeneidade ambiental do parque com grandes enchentes e tempestades costeiras, bem como sua localização na área de transição entre as áreas subtropicais e tropicais do continente africano, são os fatores aos quais a excepcional biodiversidade do local e a continuidade da especiação são devidos. O mosaico de relevos e habitats oferece panoramas únicos no mundo. O parque é um habitat de importância essencial para uma infinidade de espécies que povoam o mar, pântanos e savana desta parte da África. (UNESCO/BPI) |                                           |

| | Ilha Robben |
| Bem cultural inscrito em 1999. |             |
| Localização: Cabo Ocidental |             |
| A Ilha Robben foi usada em diferentes épocas, entre os séculos XVIII e XX, como prisão, base militar e hospital para grupos classificados como socialmente indesejáveis. Os edifícios do século XX, e mais especificamente os da prisão de alta segurança para os presos políticos, são uma prova da opressão e do racismo que prevaleceram antes do triunfo da democracia e da liberdade. (UNESCO/BPI) |             |

| | Parque Maloti-Drakensberg |
| Bem misto inscrito em 2000. |                           |
| Localização: KwaZulu-Natal |                           |
| Este bem é compartilhado com: Lesoto. |                           |
| As extremidades basálticas erguidas ao céu, vertiginosas íngremes, paredes de arenito refletidas a ouro, pastagens rolantes, vales fluviais intocados de encostas íngremes e desfiladeiros rochosos realçam a grande beleza deste local, que abriga em seus variados habitats um grande número de espécies endêmicas e ameaçadas no mundo, particularmente aves e plantas. Nesta espetacular paisagem natural há um grande número de abrigos sob as rochas e cavernas contendo a maior concentração de pinturas rupestais na África subsaariana. Feitas pelo povo de San ao longo de 4000 anos, essas pinturas, que representam animais e seres humanos, se destacam por sua qualidade e diversidade temática e são ilustrativas da vida espiritual desse povo extinto. (UNESCO/BPI) |                           |

| | Paisagem Cultural Mapungubwe |
| Bem cultural inscrito em 2003. |                              |
| Localização: Limpopo |                              |
| Este local está localizado na fronteira norte da África do Sul, na área de fronteira com Zimbábue e Botsuana. É uma vasta paisagem de savana revestida de árvores, espécies de plantas espinhosas e baobás colossais, com terraços de arenito subindo no meio da planície. Localizada na confluência dos rios Limpopo e Shashe,em uma encruzilhada das rotas norte-sul e leste-oeste da África Austral, Mapungubwe foi a capital do reino mais importante do subcontinente sul-africano, antes de ser abandonada no século XIV. Hoje permanecem vestígios quase intactos dos locais de seus palácios e áreas povoadas, bem como restos de duas outras capitais anteriores. O todo oferece uma visão geral excepcional da evolução das estruturas sociais e políticas ao longo de cerca de quatro séculos. (UNESCO/BPI) |                              |

| | Áreas Protegidas da Região Floral do Cabo |
| Bem natural inscrito em 2004. |                                           |
| Localização: Cabo Ocidental/Cabo Oriental |                                           |
| A região das flores da província do Cabo, África do Sul, é um local em série composto por oito áreas protegidas que abrangem 553.000 hectares e é uma das áreas mais ricas de vegetação do planeta. Embora essa região seja responsável por menos de 0,5% da área total do continente africano, ela tem quase 20% de toda a sua flora. Aqui existem processos ecológicos e biológicos de importância excepcional relacionados a um tipo específico de vegetação de arbustos chamada fynbos. O grau de diversidade, densidade e endemismo da flora é um dos mais altos do mundo. Nas áreas do local há fenômenos únicos no mundo em termos da reação da flora ao fogo, estratégias de reprodução de plantas e a polinização das plantas por insetos. Também é possível observar estruturas de endemismo e expansão adaptativa de vegetais extremamente interessantes. Tudo isso dá a esta região um valor excepcional em nível científico. (UNESCO/BPI) |                                           |

| | Cratera de Vredefort |
| Bem natural inscrito em 2005. |                      |
| Localização: Estado Livre |                      |
| O Vredefort Vault está localizado cerca de 120 km ao sul de Joanesburgo e é um local representativo do impacto de um meteorito ou astroblem. O astroblema de Vredefort é o mais antigo (2.023 milhões de anos), o maior (raio de 190 km) e o mais erodido de todos os descobertos na Terra. É um testemunho excepcional do fenômeno de liberação de energia mais importante do nosso planeta, que, segundo alguns cientistas, causou profundas alterações na evolução. É, portanto, uma testemunha fundamental da história geológica e é essencial para entender sua evolução. Os impactos dos meteoros desempenharam um papel muito importante na história da Terra, mas a atividade geológica na superfície da Terra fez com que a maioria deles desaparecesse. Daí o caráter excepcional do sítio Vredefort, porque é o único de todo o mundo que oferece um perfil geológico completo de um astroblem abaixo do fundo da cratera. (UNESCO/BPI) |                      |

| | Paisagem cultural e botânica de Richtersveld |
| Bem cultural inscrito em 2007. |                                              |
| Localização: Cabo Setentrional |                                              |
| Situado em um espetacular deserto montanhoso no noroeste da África do Sul, este local de 160.000 hectares é uma paisagem cultural de propriedade e gestão da comunidade. É habitada pelo povo Nama, cujo modo de vida pastoral e seminódico atesta a persistência de assentamentos humanos sazonais no sul da África por pelo menos dois milênios. É o único lugar onde esta vila continua a construir suas casas de tapetes portáteis juntas (haru oms). O local compreende as áreas de grama e acampamentos temporariamente utilizados durante as migrações sazonais. Colecionadores de plantas medicinais e outras, os pastores Nama possuem uma cultura oral arraigada intimamente ligada a vários lugares e atributos do local. (UNESCO/BPI) |                                              |

| | Paisagem cultural ǂKhomani |
| Bem cultural inscrito em 2017. |                            |
| Localização: Cabo Setentrional |                            |
| Esta paisagem cultural está localizada na fronteira com Botsuana e Namíbia, na parte norte do país. Compreende uma vasta área que coincide com a do Parque Nacional Kalahari Gemsbok. É uma grande extensão de dunas contendo vestígios de ocupação humana desde a Idade da Pedra até os dias atuais e está associada à cultura do Santo ǂkhomani. Esta outrora cidade nômade desenvolveu estratégias de subsistência para lidar com condições ambientais extremas. Assim, desenvolveu conhecimentos específicos em etnobotânica e práticas culturais e uma visão de mundo relacionada às características geográficas de seu ambiente. A paisagem cultural do ǂkhomani reflete o modo de vida que dominou a região por milênios e molda o local. (UNESCO/BPI) |                            |

| | Montanhas Barberton Makhonjwa |
| Bem natural inscrito em 2018. |                               |
| Localização: Mpumalanga |                               |
| Situadas no nordeste da África do Sul, as Montanhas Barberton Makhonjwa compreendem 40% do Cinturão de Barberton Greenstone, uma das estruturas geológicas mais antigas do mundo. A propriedade representa a sucessão mais bem preservada de rocha vulcânica e sedimentar que data de 3,6 a 3,25 bilhões de anos e forma um repositório diversificado de informações sobre condições superficiais, impactos de meteoritos, vulcanismo, processos de construção de continentes e o ambiente da vida precoce. (UNESCO/BPI) |                               |

| Estátua de Nelson Mandela em Bloemfontein. | Direitos humanos, libertação e reconciliação: Sítios do legado de Nelson Mandela |
| Estátua de Nelson Mandela em Bloemfontein. | Bem cultural inscrito em 2024. |
| Estátua de Nelson Mandela em Bloemfontein. | Localização: Cabo Oriental / Gauteng |
| Estátua de Nelson Mandela em Bloemfontein. | Este conjunto de sítios representa o legado da luta sul-africana pelos direitos humanos, a libertação e a reconciliação. Consiste em catorze sítios situados em todo o país, todos relacionados com a história política da África do Sul no século XX. Entre eles, incluem-se os Union Buildings (em Pretória), atual sede do governo; os sítios de Sharpeville, que celebram o massacre de 69 pessoas que protestavam conta a injusta Lei de Passes; e o Grande Lugar (Mqhekezweni), um local simbólico da liderança tradicional onde Nelson Mandela viveu quando era jovem. Estes locais celebram acontecimentos-chave ligados à longa luta contra o apartheid, a influência de Mandela na promoção do entendimento mútuo e o perdão e os sistemas de crenças baseados em filosofias do não-racialismo, pan-africanismo e ubuntu, um conceito que defende que a humanidade não se limita unicamente a um indivíduo. (UNESCO/BPI) |

| Interior de uma das cavernas do complexo natural de Diep Kloof, no Cabo Oriental. | Emergência dos primeiros humanos: Locais de ocupação do pleistoceno |
| Interior de uma das cavernas do complexo natural de Diep Kloof, no Cabo Oriental. | Bem natural inscrito em 2024. |
| Interior de uma das cavernas do complexo natural de Diep Kloof, no Cabo Oriental. | Localização: Cabo Oriental |
| Interior de uma das cavernas do complexo natural de Diep Kloof, no Cabo Oriental. | Esta propriedade serial contribui para a compreensão da origem dos humanos moderno a partir do ponto de vista do comportamento, suas habilidades cognitivas e culturas, assim como as transações climáticas as quais sobreviveram. É composto por três zonas arqueológicas distantes, a Rocha de Diepkloof, o Complexo de Pinnacle Point e a Caverna de Subhudu, situados nas províncias sul-africanas do Cabo Ocidental e KwaZulu-Natal. Estes sítios proporcionam o registro mais variado e melhor conservado do desenvolvimento do comportamento humano moderno, que remonta a 162 mil anos atrás. O pensamento simbólico e as tecnologias avançadas são evidenciados pelo processamento do ocre, padrões gravados, contas decorativas, cascas de ovos decoradas, armamentos avançados e técnicas de fabricação de ferramentos e micrólitos. (UNESCO/BPI) |

## Lista Indicativa
Em adição aos sítios inscritos na Lista do Patrimônio Mundial, os Estados-membros podem manter uma lista de sítios que pretendam nomear para a Lista de Patrimônio Mundial, sendo somente aceitas as candidaturas de locais que já constarem desta lista. Desde 2015, a África do Sul possui 5 locais na sua Lista Indicativa.
| “ | Modelada juntamente com os sítios australianos (na Lista Indicativa da Austrália), esta indicação serial da África do Sul consiste em uma serie de locais que combinados expressam os principais aspectos da luta pela libertação do país e o valor dos direitos humanos do ponto de vista da história global. | ” |

| “ | O bioma Succulent Karoo é um ponto de biodiversidade mundialmente reconhecido e o único ponto árido do planeta. O bioma de 116 000 km2 se estende do sudoeste ao noroeste da África do Sul até o sul da Namíbia. O bioma abriga 6 356 espécies de flora, 40% das quais são endêmicas e 936 das quais são inscritas no Livro Vermelho. Além da diversidade florestal, 27 espécies anfíbias, 29% das quais são endêmicas; 121 espécies de répteis, 20% das quais são endêmicas; 68 mamíferos, 9% dos quais são endêmicos; e 431 espécies de pássaros já foram catalogadas. | ” |

| “ | Cape Winelands está situado no extremo sudoeste do continente africano nas imediações da Cidade do Cabo, a capital da Província Oriental, uma das nove províncias da África do Sul. | ” |